# Marcelo Alejandro Cuenca

Wappen von Marcelo Cuenca Revuelta

Marcelo Alejandro Cuenca Revuelta (* 18. Mai 1956 in Córdoba) ist ein argentinischer Geistlicher und emeritierter römisch-katholischer Bischof von Alto Valle del Río Negro.

## Leben
Marcelo Alejandro Cuenca empfing am 8. Dezember 1983 die Priesterweihe für das Erzbistum Córdoba.
Papst Benedikt XVI. ernannte ihn am 10. Februar 2010 zum Bischof von Alto Valle del Río Negro. Der Apostolische Nuntius in Argentinien, Erzbischof Adriano Bernardini, spendete ihm am 25. März desselben Jahres die Bischofsweihe; Mitkonsekratoren waren Carlos José Ñáñez, Erzbischof von Córdoba, und Marcelo Raúl Martorell, Bischof von Puerto Iguazú.
Papst Franziskus nahm am 20. März 2021 seinen vorzeitigen Rücktritt an.